# Ель-Джем
Ель-Джем (араб. الجم) — місто в Тунісі, у вілаєті Махдія. Знаходиться на місці античного міста Тіздр, відоме насамперед амфітеатром, третім за розмірами в Римській імперії після Колізея і амфітеатрів Капуї і Верони, місткістю 30 тисяч осіб. Тіздр не був остаточно добудований у зв'язку з початком повстання Гордіана 238 року. Амфітеатр 1979 року було внесено до списку Світової спадщини ЮНЕСКО.

## Історія
Як і майже всі інші римські поселення Тунісу, місто побудовано (46 року до н. е.) на місці колишнього фінікійського поселення. Клімат в античності був сухішим, ніж зараз, і пік процвітання Тіздра припав на II сторіччя. Основою економіки міста було виробництво оливкової олії, яке в Римі використовувалося не тільки в їжу, але і для виробництва мила і для освітлення. У місті була і донині перебуває резиденція католицького єпископа.
На початку III сторіччя Тіздр був одним з найважливіших міст римської Північної Африки, другим за значенням після Карфагену і приблизно рівним Гадруметові. Місто імовірно налічувало від 20 до 30 тисяч жителів. Тіздр був зруйнований 238 року, після того, як там було піднято повстання, яке оголосило Гордіана I імператором замість Максиміна I. Повстання зазнало поразки, Гордіан наклав на себе руки, а місто після руйнування так і не змогло відновитися та вже ніколи більше не мало такого значення.
699 року Тіздр став центром берберського повстання Аль-кахін проти арабського завоювання. Після поразки в повстанні місто було залишено жителями. Поселення під назвою Ель-Джем виникло на цьому місці вже в колоніальну епоху.
На тлі античних руїн відбувалися зйомки фільмів «Буття Браяна за Монті Пайтоном» і «Гладіатор».

### Друга світова війна
Під час Другої світової війни великий військовий аеродром знаходився неподалік від Ель-Джема, що використовувався спершу німецьким люфтваффе. Він неодноразово піддавався нападам, а згодом перейшов у розпорядження 12-тої повітряної армії повітряних сил США.

## Галерея

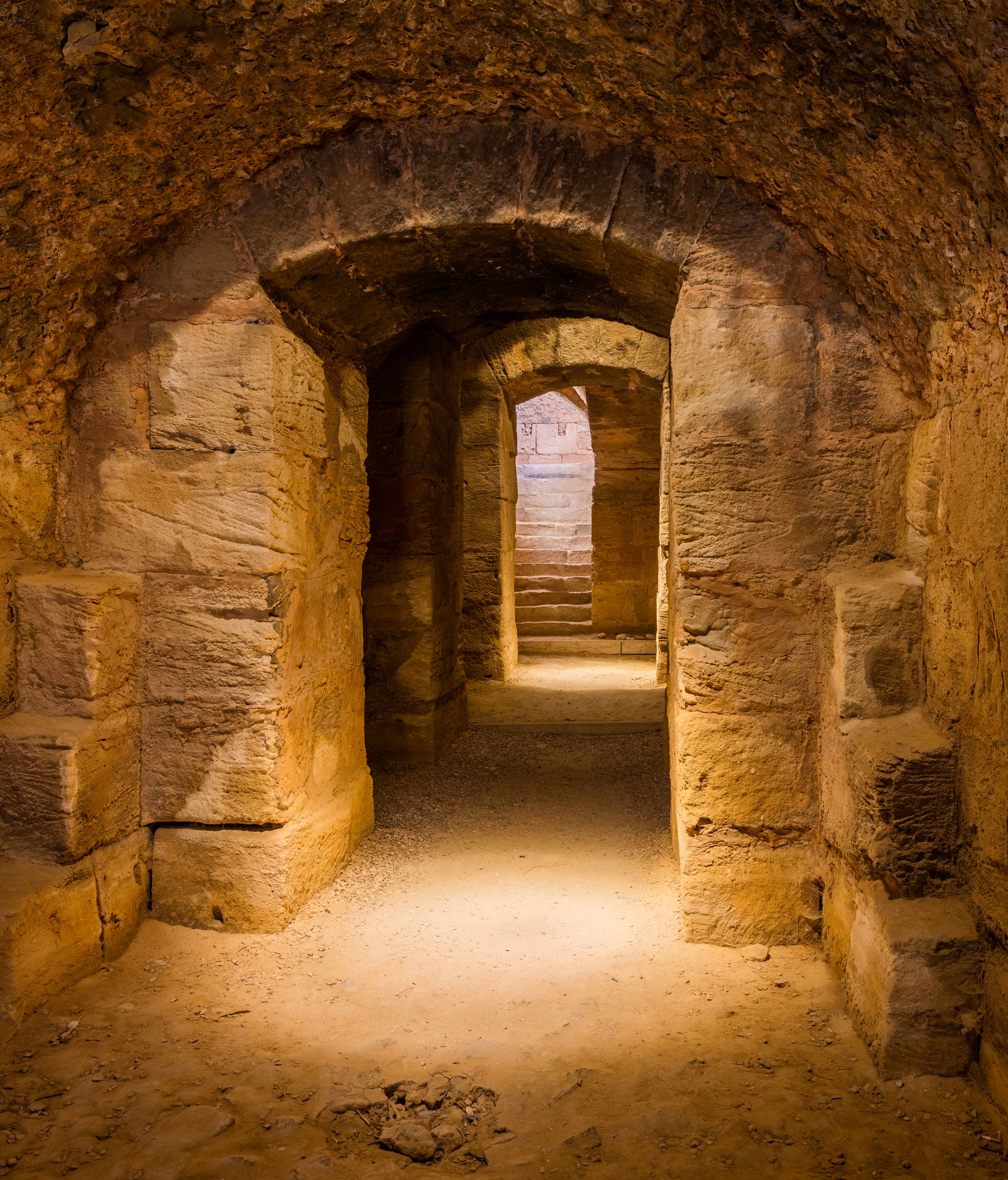
Підземна алея
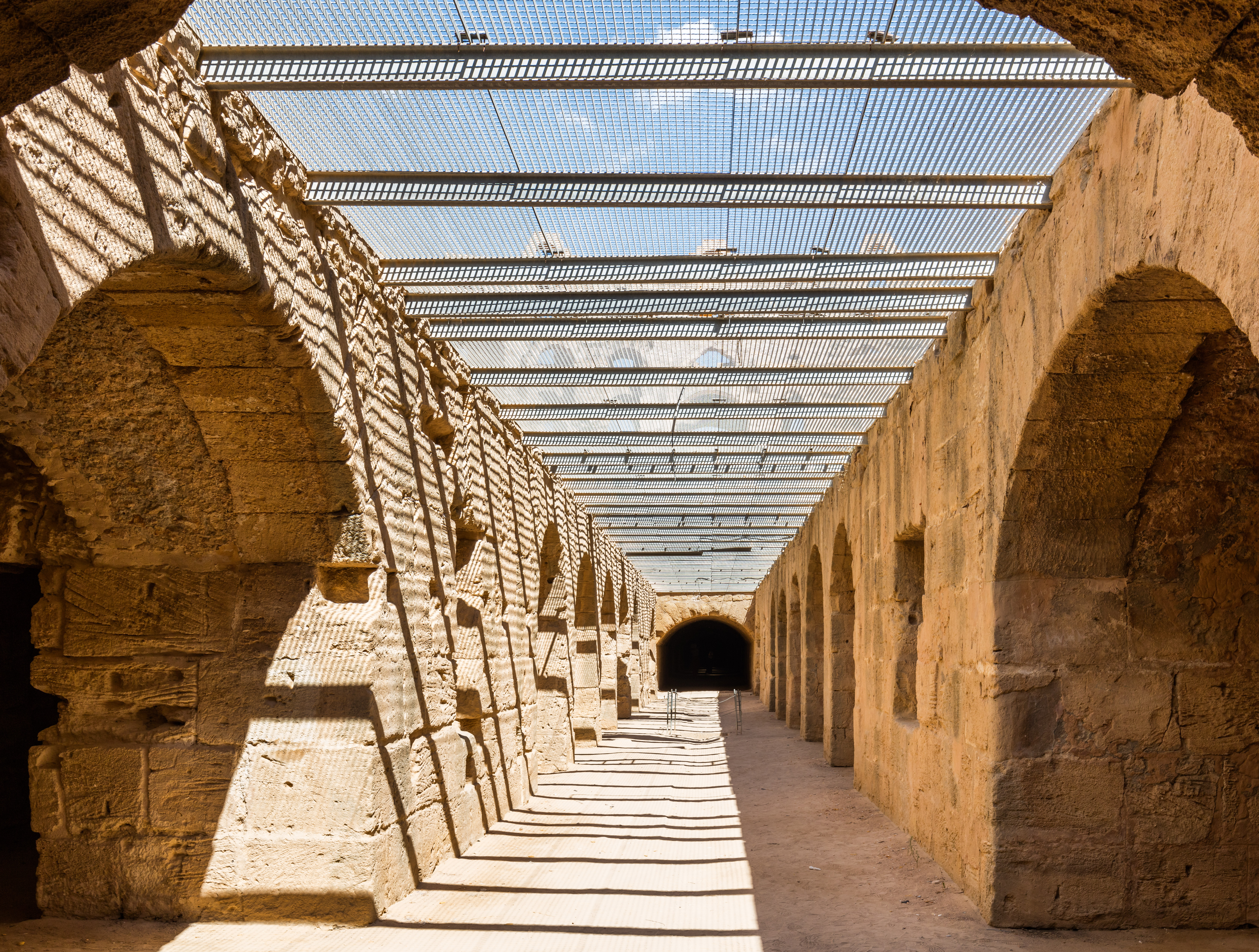
Прохід під арену
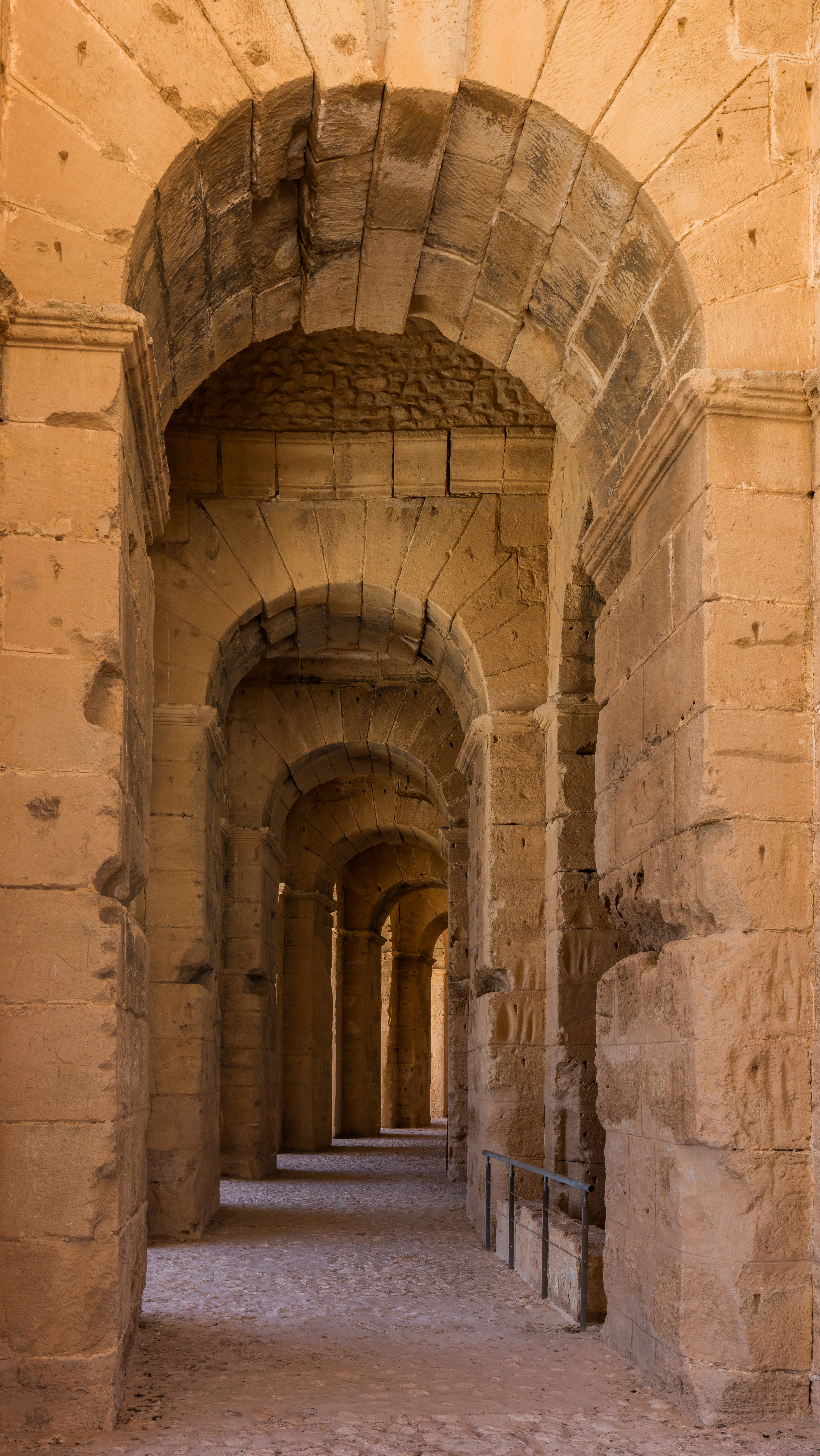
Портик
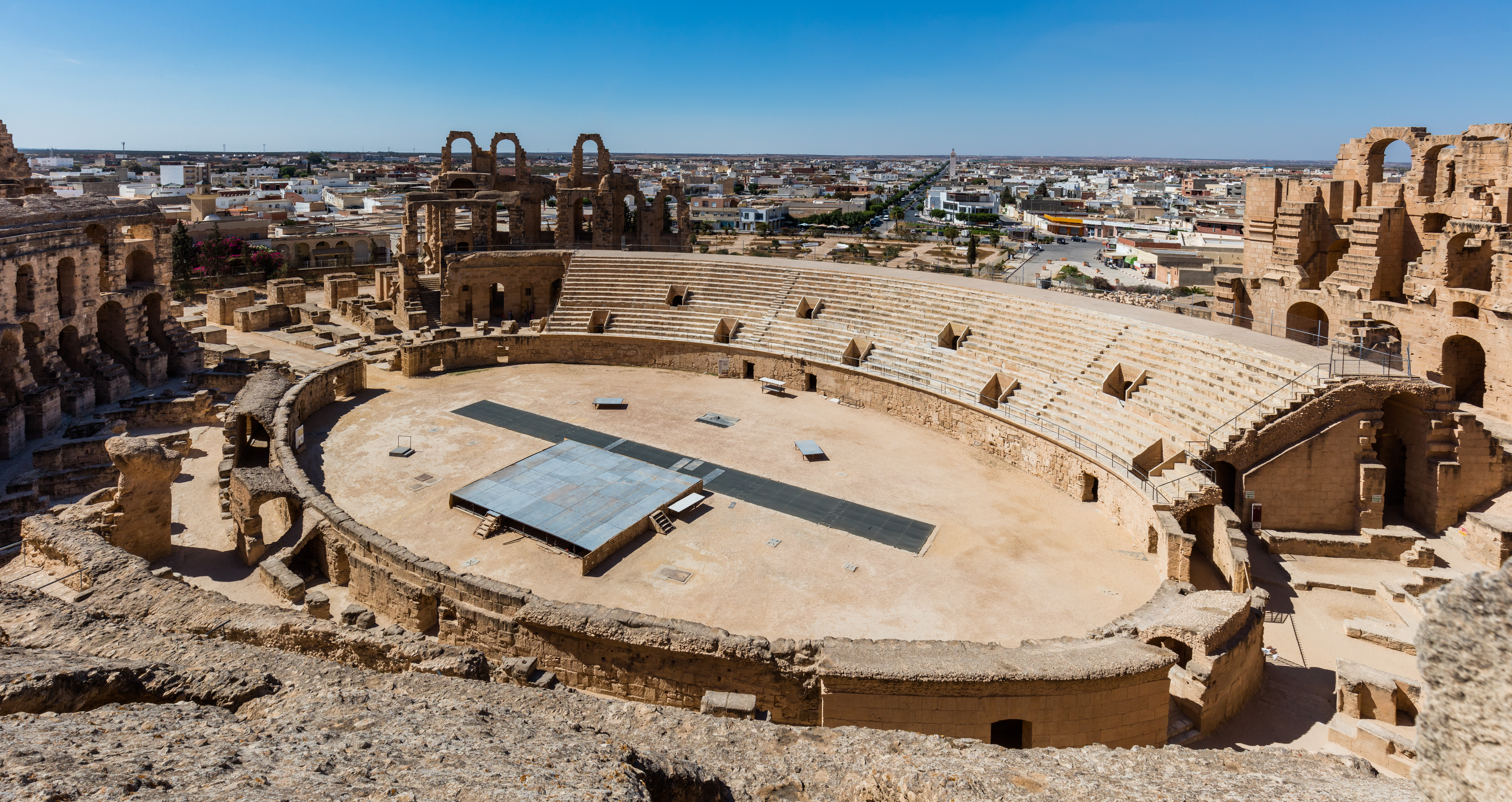
Вид на Арену
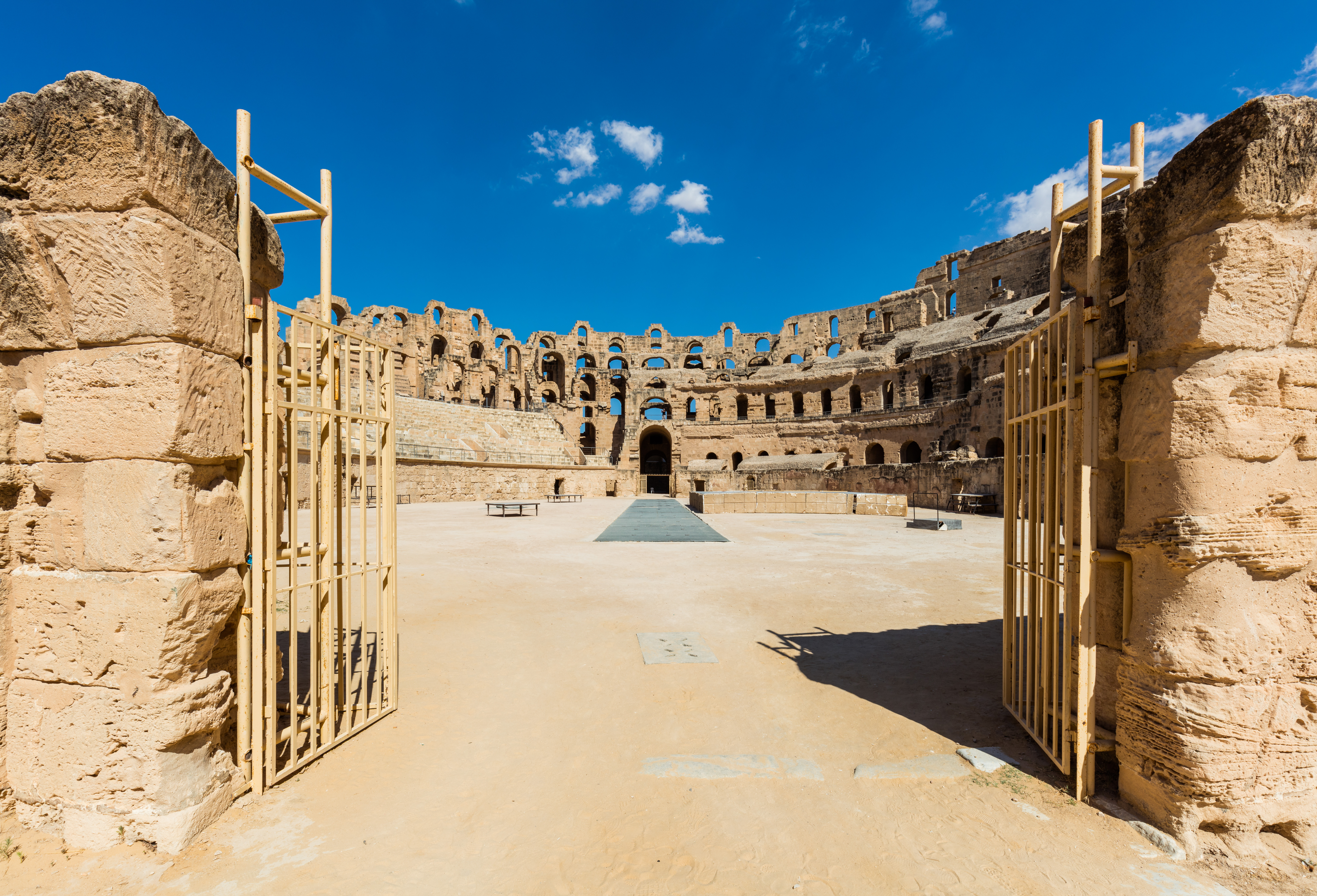
Вхід до Арени